# Два слона
«Два слона» — российский короткометражный рисованный мультфильм, снятый режиссёром Алексеем Котёночкиным по собственному сценарию на основе стихотворения Александра Тимофеевского на студии «Союзмультфильм» в 2000 году при финансовой поддержке службы кинематографии Министерства культуры Российской Федерации. Является вторым из трёх сюжетов мультипликационного альманаха «Весёлая карусель» № 32. Участвовал в программе фестиваля «Таруса-2001».

## Сюжет
По стихотворению Александра Тимофеевского:
«Гуляли ночью два слона среди высоких трав.

И слон один сказал: „Хрю-хрю!“ Другой сказал: „Гав-гав!“

Но приключилась вдруг беда — их залил свет Луны.

И все увидели тогда, что это не слоны!»

## Съёмочная группа
| автор сценария, кинорежиссёр, и художник-постановщик | Алексей Котёночкин                 |
| кинооператор                                         | Кабул Расулов                      |
| звукооператор                                        | Владимир Орёл                      |
| художник-мультипликатор                              | Дмитрий Куликов                    |
| xудожники                                            | Наталья Виноградова, Инна Карп     |
| монтаж                                               | Сергей Мирзаев                     |
| редакторы                                            | Наталья Абрамова, Татьяна Папарова |
| директор съёмочной группы                            | О. Хрулева                         |
| продюсер                                             | Эрнест Рахимов                     |

## Технические сведения
| Тип               | рисованный, компьютерная графика |
| Жанр              | минианекдот                      |
| Цветность         | цветной                          |
| Ширина плёнки     | 35 мм                            |
| Продолжительность | 1 минута 20 секунд               |
| Киностудия        | «Союзмультфильм»                 |
| Дата производства | 2000 год                         |

## Описание
Входит в состав альманаха «Весёлая карусель» № 32, снятого при финансовой поддержке службы кинематографии Министерства культуры Российской Федерации. Участвовал в программе фестиваля «Таруса-2001».